# Алеф (сериал)
„Алеф“ (на турски: Alef) е турски детективски сериал, чиито 1 - ви сезон е излъчен през 2020 г. Сериалът има 16 епизода.

## Излъчване
| Сезон | Сезон | Епизоди | Начало на сезона | Край на сезона   | Всички епизоди | ТВ сезон | ТВ канал |
| ----- | ----- | ------- | ---------------- | ---------------- | -------------- | -------- | -------- |
|       | 1     | 8       | 10 април 2020 г. | 22 май 2020 г.   | 1 – 8          | 2020     | FX BluTV |
|       | 2     | 8       | 7 април 2022 г.  | 21 април 2022 г. | 9 – 16         | 2022     | BluTV    |

## Сюжет
Внимание:  Текстът по-долу разкрива сюжета на произведението (или части от него)!
В турският сериал „Алеф“ е пресъздадена историята на двама следователи, които се опитват да разгадаят най-сложните случаи на убийства. Събитията се развиват след откриването на труп в Босфора. Кемал и Сеттар са двама амбициозни и млади детективи, които разследват поредица от мистериозни убийства в Истанбул. Те са противоположни както в подхода си за решаване на детективските си разследвания, така и в личностен план. По време на разследването се разкриват нови обстоятелства и се открива тайна, която е пазена няколко века подред. Към тях в разследването се присъединява университетска преподавателка на име Яшар.

## Актьорски състав
- Кенан Имирзалъолу – (Кемал)
- Ахмет Мюмтаз Тайлан – (Сеттар)
- Айбюке Пусат – (Дефне)
- Мелиса Сьозен – (Яшар)
- Хатидже Аслан
- Едже Диздар
- Ерджан Кесал
- Бъркей Атеш
- Халдун Бойсан